# Григорий Български
 Тази статия е за българския патриарх.  За за светеца вижте Григорий Български (презвитер).  
Патриарх Григорий е български патриарх, споменат четвърти в реда на преславските патриарси и след патриарх Сергий в Бориловия синодик от 1211 г. Още едно сведение за живота и служението му вероятно e приписката към превода на български на „Историята на Стария завет“ от Йоан Малала, направена от църковника на всички български църкви Григорий, където е записано:
„Книги на Божия стар завет..., преведени от гръцки език на славянски при българския княз Симеон, син на Борис, от презвитер и монах Григорий, църковник на всички български църкви по заповед на същия книголюбец княз Симеон, справедливо наречен боголюбец“.
Наследник на Григорий е патриарх Дамян.